# Irmgard Spencker
Irmgard Spencker, geborene Feifer (* 15. Juli 1941 in Leipzig; † 17. Oktober 2017 ebenda), war eine deutsche Bibliothekarin. Als ständige Vertreterin des Generaldirektors bzw. der Generaldirektorin der damaligen Bundesanstalt Die Deutsche Bibliothek mit Sitz in Leipzig leitete sie die Deutsche Bücherei von 1996 bis 2001.
Im Jahr 1959 legte Irmgard Spencker das Abitur ab. Danach studierte sie zuerst in Leipzig vier Semester an der Hochschule für Bauwesen. 1961 begann sie ihre berufliche Tätigkeit als Bibliothekshilfskraft in der Deutschen Bücherei. 1962 folgte ein Fernstudium an der nach Erich Weinert benannten Fachschule für Bibliothekare, das Spencker 1965 mit der Qualifikation als Bibliothekar an wissenschaftlichen Bibliotheken abschloss. 1970 heiratete sie den Arzt Friedrich-Bernhard Spencker (1941–2019) und wurde stellvertretende Leiterin des Sachgebietes Lesesäle. Nach einem Fernstudium an der Humboldt-Universität zu Berlin erwarb sie den Grad eines Diplombibliothekars und übernahm 1985 die Leitung der Sammlung Exil-Literatur. Später wurde sie unter anderem Leiterin der Benutzungsabteilung und seit Mai 1992 auch Abwesenheitsvertreterin des Direktors der Deutschen Bücherei. Am 1. Dezember 1996 trat Irmgard Spencker die Nachfolge von Gottfried Rost als ständige Vertreterin des Generaldirektors der damaligen Bundesanstalt Die Deutsche Bibliothek an. Zum 31. August 2001 ging sie in den Ruhestand.